# Ursmard Legros
Ursmard Herman Célestin Jean Legros (Esneux, 15 februari 1906 - Hotton, 4 juli 1971) was een Belgisch volksvertegenwoordiger.

## Levensloop
Ursmard Legros was een zoon van Jean Legros en Judith Henrard. Hij promoveerde tot doctor in de rechten en vestigde zich als advocaat in Luik.
In 1936 werd hij verkozen als volksvertegenwoordiger voor Rex in het arrondissement Luik en bleef dit mandaat behouden tot in 1946.
Op 10 juli 1941 werd hij gekwetst tijdens een geallieerde nachtelijke bomaanval op Luik. 
Ook al was hij een vurige aanhanger geweest van Léon Degrelle, stapte hij niet in de collaboratie en kon zijn activiteiten na de oorlog gewoon verderzetten.
In de jaren 1960 woonde hij in de gemeente Hotton en was er voorzitter van de VVV of Syndicat d'Initiative.

## Publicaties
- Rex et les campagnards, Brussel, 1936.
- Réquisitoire contre le régime, Brussel, 1937.
- Vers l'état rexiste, Brussel, 1937.
- Un homme, un chef: Léon Degrelle, Brussel, 1938.
- La nouvelle législation sur les loyers, Thuillies, Rangal, 1945.
- L'Ardenne en flammes, Laroche en Ardenne, 1947.
- Contes Ardennais, 1950
- Le Jardin des ferveurs, Hotton, 1957.